# Arno Rademacher
Arno Rademacher (* 1963; † 25. Juli 2017) war ein deutscher Politiker. Er war vom 11. Juli 2007 bis zum 14. Mai 2011 Vorsitzender der Partei Die Friesen, deren Gründer er auch war.
Bei der Wahl zum Niedersächsischen Landtag im Jahr 2008 trat er auf dem ersten Listenplatz der Partei an. Außerdem war er Direktkandidat im Wahlkreis Leer, er erzielte 2,7 % der Erststimmen. Vor seinem Engagement für Die Friesen war er Mitglied der Sozialdemokratischen Partei Deutschlands (SPD). Rademacher wohnte in Leer, als Hobby gab er das Musizieren auf dem Bass an. Beruflich war er Finanz- und Versicherungsmakler.
Arno Rademacher starb im Juli 2017 nach langer und schwerer Krankheit.